# محمدرضا یوسفی
محمدرضا یوسفی (زاده ۱۳۳۲، همدان) نویسنده و نظریه‌پرداز ادبیات کودکان و نوجوانان اهل ایران است. اولین اثر داستانی او سال تحویل شد بود که در سال ۱۳۵۷ منتشر شد. وی علاوه بر داستان‌نویسی برای کودکان و نوجوانان، به نمایش نامه‌نویسی و فیلم نامه‌نویسی نیز مشغول است اما فعالیت‌های اصلی او نویسندگی برای کودکان است. به گفتهٔ خودش تا کنون بیش از دویست اثر عمدتاً داستانی برای کودکان و نوجوانان منتشر کرده‌است.

## آثار
- وش وش وشی وشان سیاوش / تهران ، نشرموج ۱۳۹۶
- اگر بچّه رستم بودم/ تهران، امیرکبیر، کتاب‌های شکوفه، ۱۳۹۰
- اسب سفید/ مشهد، آستان قدس رضوی، به نشر، ۱۳۸۹
- بزرگی / مشهد، به نشر، ۱۳۸۹
- شازده کرگدن/ تهران، سروش، ۱۳۸۹
- گرگ‌ها گریه نمی‌کنند/ تهران، افق، ۱۳۸۹
- وقت قصّه من را صدا کن/ تهران، کانون پرورش فکری کودکان و نوجوانان، ۱۳۸۹
- بابا برفی/ مشهد، به‌نشر، ۱۳۸۸
- شهر گربه‌ها / تهران، پیک بهار، ۱۳۸۶
- قصّه و قصّه‌گویی/ تهران، پیک بهار، ۱۳۸۶
- آخرین پروانه‌ها/ تهران، شباویز، ۱۳۸۵
- خاله بالا و ننه سرما/ مشهد، به‌نشر، ۱۳۸۵
- همکلاسی‌ها/ تهران، فرهنگ گستر، کتاب سیب، ۱۳۸۴
- اناری‌ها/ تهران، فرهنگ گستر، کتاب سیب، ۱۳۸۴
- نامه‌هایی به آقاغوله / تهران، کتاب چرخ فلک، ۱۳۸۴
- هزار پاها/ تهران، فرهنگ گستر، کتاب سیب، ۱۳۸۴
- کلاغ‌ها/ تهران، فرهنگ‌گستر، کتاب سیب، ۱۳۸۴
- من و ماه و ستاره/ تهران، شباویز، ۱۳۸۴
- کارگاه داستان/ تهران، کانون پرورش فکری کودکان و نوجوانان، ۱۳۸۳
- آواز/ تهران، شباویز، ۱۳۸۳
- آتا سای/ تهران، شباویز، ۱۳۸۲
- اگر آدم‌ها پروانه بودند/ تهران، کیهان، ۱۳۸۲
- گواتی/ تهران، شعله اندیشه، ۱۳۸۲
- آواز باد/ تهران، شباویز، ۱۳۸۱
- اطلسی و نرگسی/ مشهد، به‌نشر، ۱۳۸۱
- بُوی باران/ تهران، انتشارات مدرسه، ۱۳۸۱
- نمایشنامه مرغ قدقدی/ تهران، شباویز، ۱۳۸۱
- همه جا ستاره بود/ تهران، [بی‌نام]، ۱۳۸۱
- دختر سیاره سبز/ تهران، شباویز، ۱۳۸۱
- شاهاز بز جادویی/ تهران، محراب قلم، ۱۳۸۰
- ننه انسی ستاره بود/ مشهد، به‌نشر، ۱۳۸۰
- یوسفی که می‌خواستم/ تهران، پیدایش، ۱۳۸۰
- آیدا؛ دخترماه/ تهران، ویژه نشر، ۱۳۸۰
- تا خورشید راهی نیست/ مشهد، به‌نشر، ۱۳۷۹
- ستاره آرزو/ تهران، نشر قو، ۱۳۷۹
- دختران خورشید/ تهران، پیدایش، ۱۳۷۷
- پسر فیروزه‌ای/ تهران، پیدایش، ۱۳۷۶
- درس انار/ تهران، پیدایش، ۱۳۷۶
- قصه کوچ/ تهران، قلمرو، ۱۳۷۶
- یک وجب آسمان/ تهران، کانون پرورش فکری کودکان و نوجوانان، ۱۳۷۶
- ستاره‌ای به نام غول/ تهران، قدیانی، کتاب‌های بنفشه، ۱۳۷۵
- نخودی و بی‌بی همدم/ [بی‌جا]، نماد هنر و ادبیات، ۱۳۷۵
- هفت دختران آرزو/ تهران، سروش، ۱۳۷۵
- لالی/ تهران، نهاد هنر و ادبیات، ۱۳۷۴
- پرپرو، مرغ دریا/ تهران، انتشارات مدرسه، ۱۳۷۳
- مسافر دریا/ تهران، انتشارات مدرسه، ۱۳۷۳
- بره حنا، سم طلا/ سازمان جنگل‌ها و مراتع کشور، ۱۳۷۳
- امید علی خان/ تهران، زلال، ۱۳۷۳
- هفت‌چناران/ تهران، کتاب‌های شکوفه، ۱۳۷۲
- تا سارا، اسبِ بالدار/ تهران، انتشارات مدرسه، ۱۳۷۲
- وقتی پرنده‌ها پرواز کردند/ تهران، احیاء کتاب، ۱۳۷۱
- خانه‌ای رو به آفتاب/ تهران، خانه آفتاب، ۱۳۶۹
- قفس / تهران، کتاب‌های شکوفه، ۱۳۶۹
- دنیا مالِ من است/ تهران، کتاب‌های شکوفه، ۱۳۶۹
- وقتی باران بارید/ تهران، خانه آفتاب، ۱۳۶۹
- ماه منیر/ تهران، فرهنگخانه اسفار، ۱۳۶۷
- سال تحویل شد/ تهران، شباهنگ
- مهمانی گرگ‌ها/ تهران، پیک بهار
- دختر سبز آبی / تهران ، نشرموج
- کی خسرو فرزند اسب / تهران ، نشرموج

## جوایز
وی در سال 2000 میلادی نامزد جایزه هانس کریستیان آندرسن شد.http://www.isna.ir/news/95040111056/فرهاد-حسن-زاده-نامزد-جایزه-اندرسن-شد